# Gedenkstätte Eckerwald

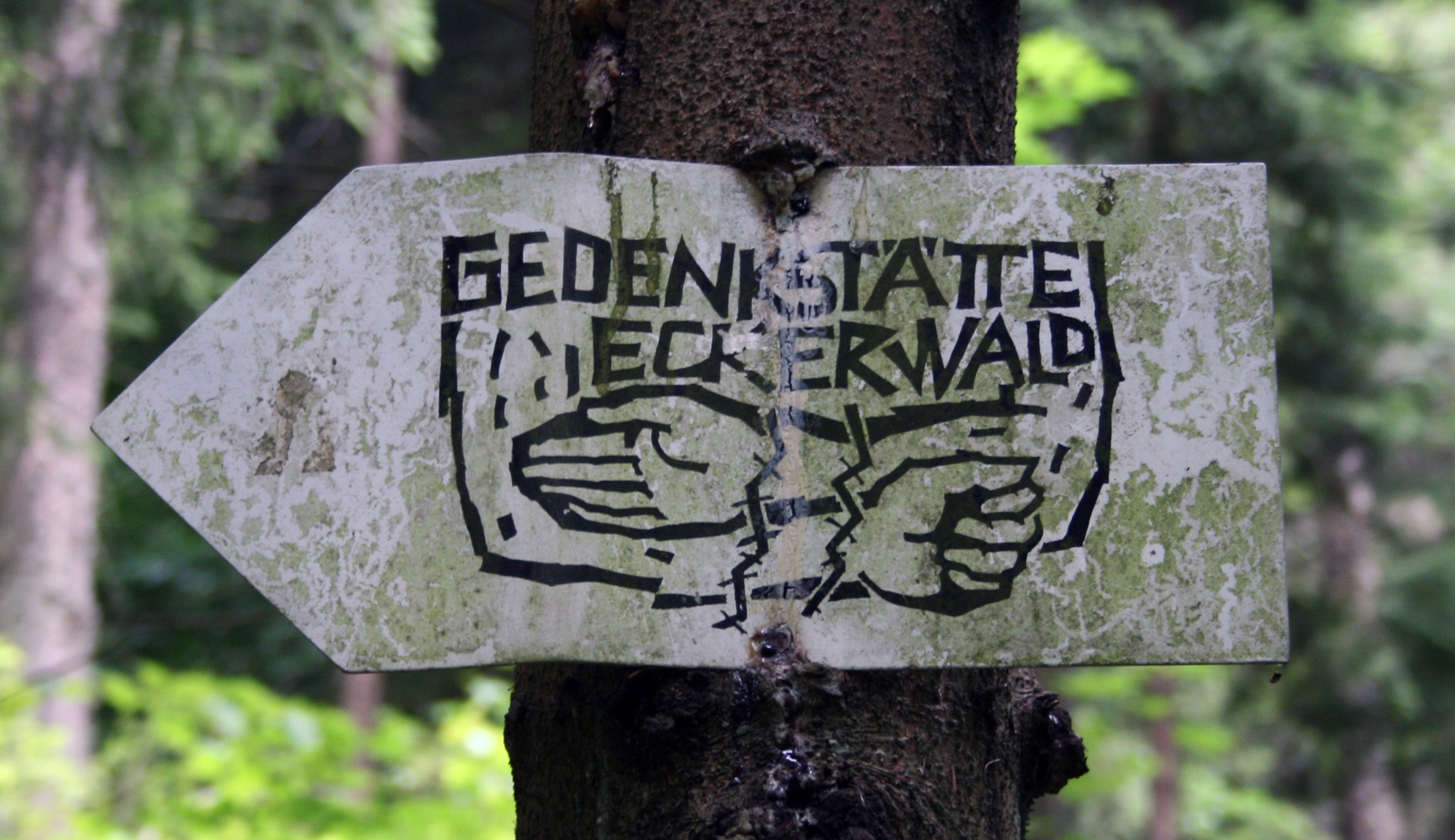
Hinweisschild des Gedenkpfades Eckerwald

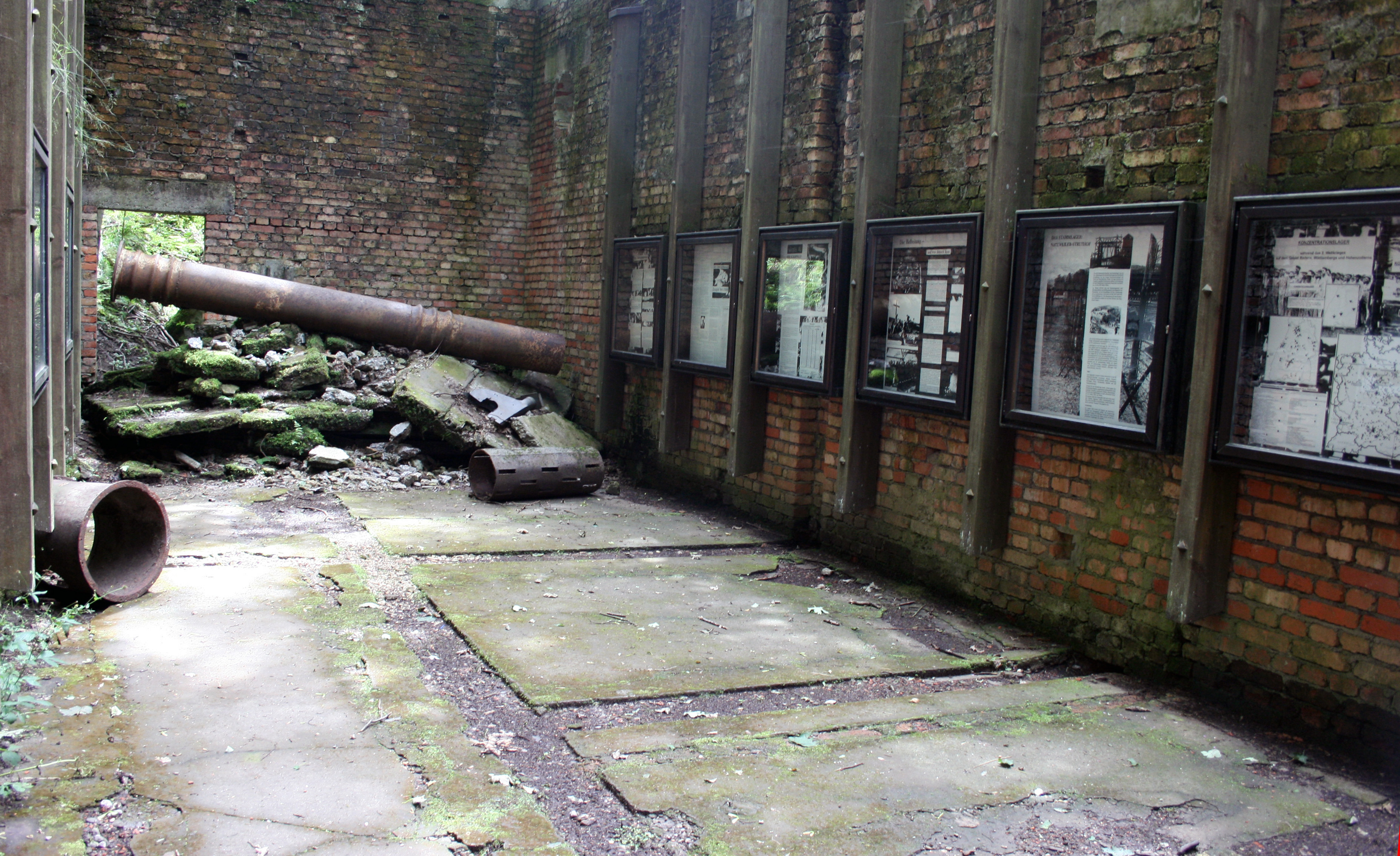
Dokumentationszentrum in der Ruine der Gasreinigungsanlage

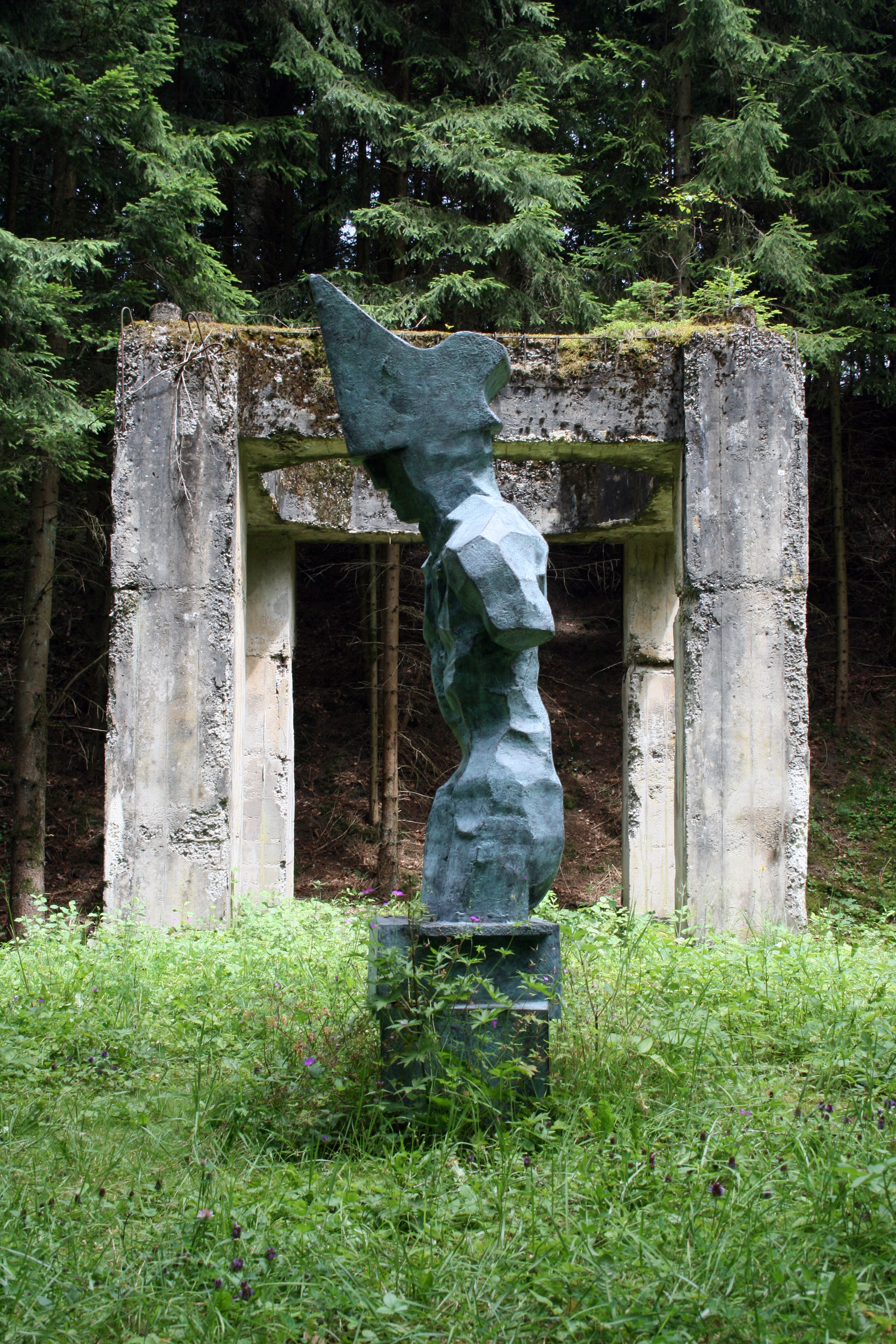
Die Bronzeplastik Macht ist Ohnmacht von Siegfried Haas

Die Gedenkstätte Eckerwald ist ein Gedenkpfad im Eckerwald, der an das KZ Schörzingen erinnert. Das KZ Schörzingen war eines der zahlreichen Außenlager des KZ Natzweiler-Struthof. Der Gedenkpfad befindet sich etwa 1,5 Kilometer westlich des Dorfes Schörzingen, heute ein Stadtteil von Schömberg im Zollernalbkreis in Baden-Württemberg, am Fuß des Nordwesttraufs der Schwäbischen Alb.
Die Gedenkstätte wurde Ende der 1980er Jahre von der Initiative Gedenkstätte Eckerwald geschaffen. Am 23. April 1989 wurde die Gedenkstätte eröffnet. Im nächsten Jahr richtete die Initiative in der Backsteinruine der ehemaligen Gasreinigungsanlage eine dokumentierende Dauerausstellung ein, die danach mehrmals überarbeitet wurde.
In einer von Häftlingen ausgehobenen Mulde steht eine Bronzeplastik des Rottweiler Künstlers Siegfried Haas.

## Hintergrund
Im Herbst 1944 errichteten Häftlinge des KZ Schörzingen in einer Bauzeit von rund drei Monaten auf diesem Gelände eine Schieferölfabrik für die nationalsozialistische Kriegswirtschaft. Die Anlage war eine von zehn Produktionsstätten des „Unternehmens Wüste“. Dies war der Deckname eines Komplexes aus Konzentrationslagern und Industriewerken, der den Zweck hatte, gegen Ende des Zweiten Weltkriegs den knapper werdenden Treibstoff aus heimischem Ölschiefer zu gewinnen. KZ-Häftlinge von sieben Außenlagern des KZ Natzweiler-Struthof mussten unter teils mörderischen Bedingungen verschiedene Ölschieferanlagen zu Versuchszwecken und zur Produktion des Schieferöls aufbauen, um anschließend darin zu arbeiten.
Auf dem Gelände der Werke des „Unternehmens Wüste“ wurden in den 1950er Jahren Wälder gepflanzt. Der Gedenkpfad Eckerwald befindet sich deshalb in einem Waldgebiet.

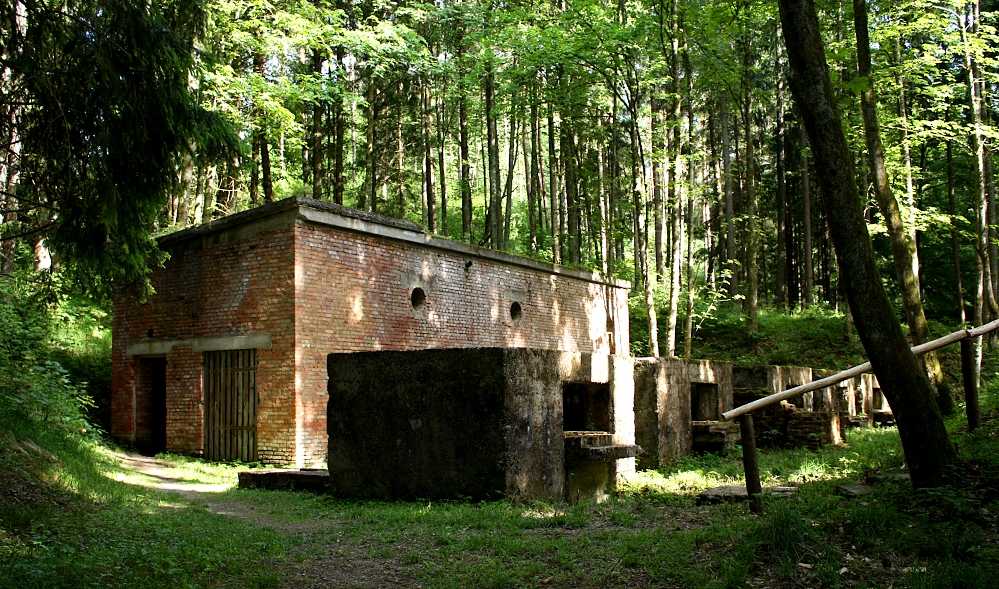
Gebäuderuine der Gasreinigungsanlage
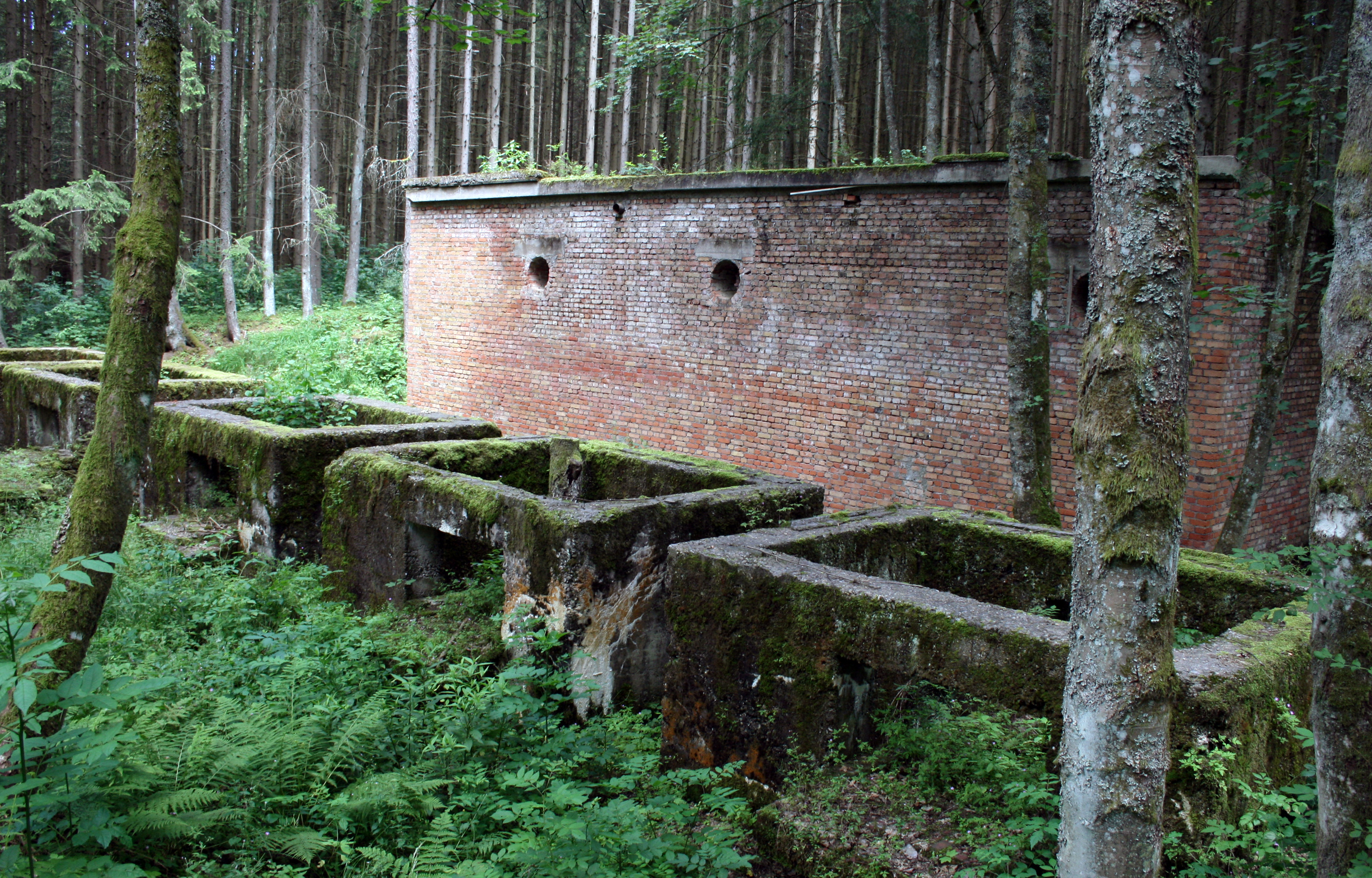
Gebäuderuine der Gasreinigungsanlage

## Gedenkstättenverbund
Bereits im Jahr 1945 ließ die französische Militärregierung Massengräber des KZ Schörzingen, des KZ Dautmergen und des KZ Schömberg exhumieren und die Toten umbetten. So entstanden zwei KZ-Friedhöfe in Schörzingen und Schömberg, die später als Gedenkorte gestaltet wurden. Am KZ-Friedhof Schörzingen erinnern große Tafeln an die Toten des Lagers Schörzingen.
In den Jahren 2006–2008 schuf die Initiative Gedenkstätte Eckerwald beim KZ-Friedhof Schömberg eine Dokumentationsstätte. Auf einem Beton-Kubus am KZ-Friedhof Schömberg stehen die Namen von 1774 Toten aus den Lagern Dautmergen und Schömberg.
Der Gedenkstätte Eckerwald sowie die KZ-Friedhöfe Schömberg und Schörzingen gehören zum Gedenkstättenverbund Gäu-Neckar-Alb.
Die Initiative Gedenkstätte Eckerwald ist Mitglied im Verbund der Gedenkstätten im ehemaligen KZ-Komplex Natzweiler.